# Tun Sakaran Museum

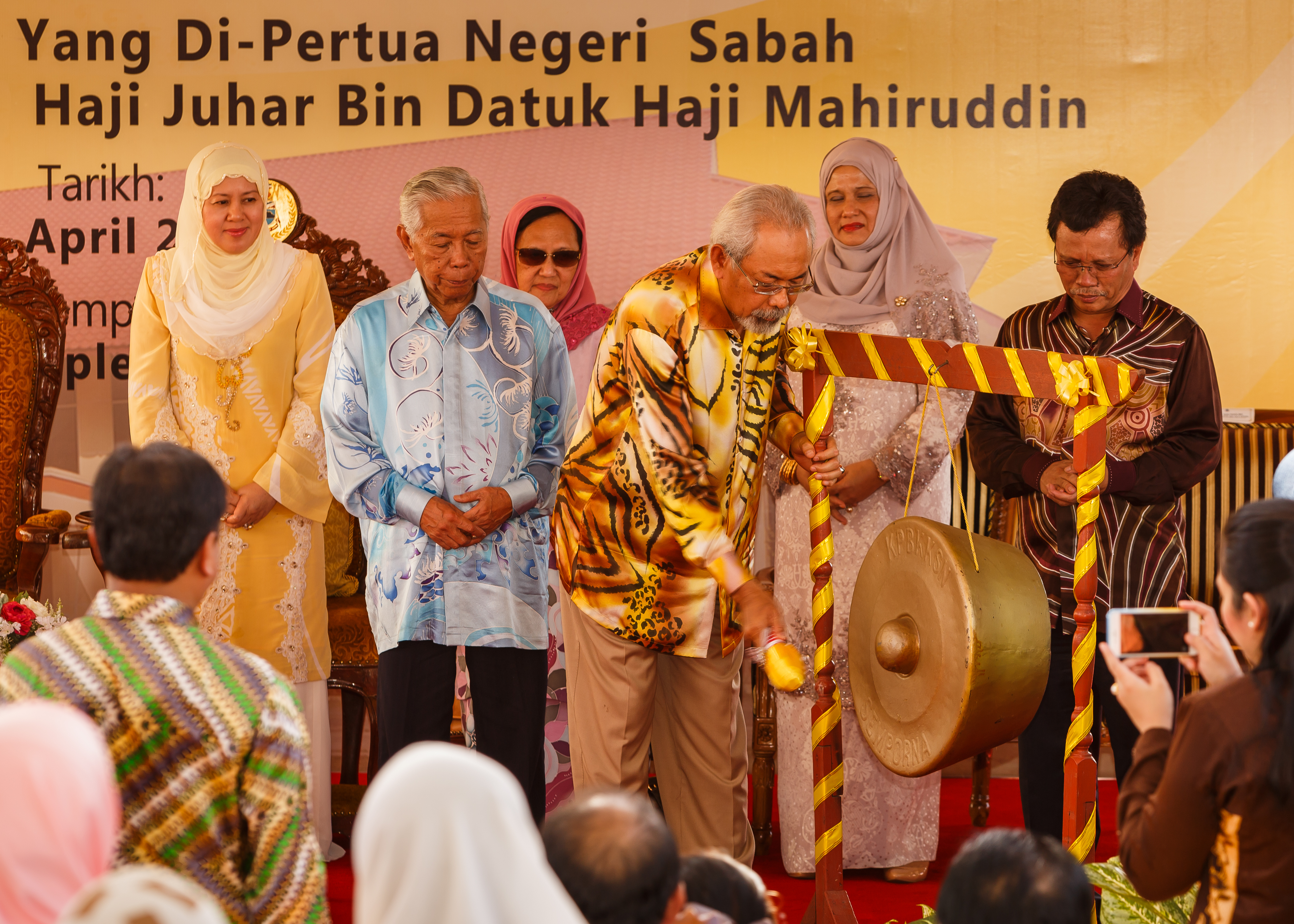
Eröffnung durch das Staatsoberhaupt von Sabah, Tun Juhar Mahiruddin

Das Tun Sakaran Museum (mal. Muzium Tun Sakaran) ist ein Museum des Bundesstaats Sabah in Malaysia und eine Zweigstelle des Sabah Museum. Es liegt etwa zwei Kilometer vom Stadtzentrum von Semporna entfernt im Kampung Imabah Kamal.
Das Museum hat zwei Etagen. Das Erdgeschoss widmet sich hauptsächlich der Person Tun Sakaran Dandais und seinen Verdiensten um den Bundesstaat Sabah. Dieser Teil der Ausstellung enthält Objekte und biographische Dokumente aus der Sammlung des früheren Gouverneurs von Sabah.
Das Obergeschoss ist der Geschichte und der Ethnographie Sempornas vorbehalten. Ein besonderer Augenmerk wurde auf die Entwicklung des Islam in der Region gelegt.

## Geschichte
Der erste Spatenstich (mit einem CASE Baggerlader) erfolgte am 31. Dezember 2008. Während der Rohbau bereits 2010 fertiggestellt war, dauerte es noch bis ins Jahr 2014, um die Inneneinrichtung und die Ausstellungsflächen zu vollendenden. Noch vor der offiziellen Eröffnung war das Museum von 2014 bis April 2015 im Rahmen eines soft openings für Besucher geöffnet.
Das Tun Sakaran Museum wurde am 25. April 2015 durch das Staatsoberhaupt von Sabah, Juhar Mahiruddin offiziell eröffnet. Die Eröffnung fand im Rahmen der Veranstaltung „Regatta Lepa“ statt, wodurch die enge Verbundenheit des Museums mit den Traditionen der von den Bajau dominierten Region um Semporna symbolisiert wurde.
Die Finanzierung (2,8 Millionen Ringgit) erfolgte vollständig durch den Bundesstaat Sabah. Das Gelände wurde von Tun Sakaran, der von 1995 bis 2002 das Amt des achten Staatsoberhaupts von Sabah innehatte, als wakaf (Landschenkung) zur Verfügung gestellt.